# Distretto di Phanom Thuan
Il distretto di Phanom Thuan (in thailandese: พนมทวน) è un distretto (amphoe) della Thailandia, situato nella provincia di Kanchanaburi.